# Johan Sætre
Johan Sætre (* 5. Januar 1952 in Trysil) ist ein ehemaliger norwegischer Skispringer.

## Werdegang
Als aktiver Springer wurde er in den 1970er und 80er Jahren neunmal norwegischer Meister. (Normalschanze: 1974–1977, 1979 und 1980; Großschanze: 1976, 1977, 1980 und 1982). Er startete für den Verein IL Trysilgutten. Bei der Nordischen Skiweltmeisterschaft 1982 in Oslo gewann Sætre Gold mit der Mannschaft. Seine beste Platzierung in einem Weltcup-Wettbewerb war der erste Platz beim Springen 1981 in Gstaad (Schweiz). Am 13. März 1983 bestritt er in Oslo seinen letzten Weltcup-Wettbewerb, trat Ende März 1985 aber noch zweimal bei innerskandinavischen Wettkämpfen an.
Für seine Leistungen wurde Sætre 1981 mit der Holmenkollen-Medaille ausgezeichnet.

## Erfolge

### Weltcupsiege im Einzel
| Nr. | Datum           | Ort    | Typ           |
| --- | --------------- | ------ | ------------- |
| 1.  | 23. Januar 1981 | Gstaad | Normalschanze |

### Weltcup-Platzierungen
| Saison  | Platz | Punkte |
| ------- | ----- | ------ |
| 1979/80 | 06.   | 108    |
| 1980/81 | 06.   | 142    |
| 1981/82 | 09.   | 100    |
| 1982/83 | 63.   | 001    |